# Арахова (Беотия)
Вижте пояснителната страница за други значения на Арахова.
Арахова (на гръцки: Αράχωβα) е град в Беотия (Гърция). Намира се на южните склонове на Парнас, на близо 1000 м надморска височина. На 6 км източно от селото се намира село Кастри, място на древния град Делфи. 
Селото е известно като мястото на битката при Арахова от 6 декември 1826 г., в която гръцките въстаници под предводителството на Георгиос Караискос разбиват османската армия в хода на гръцкото освободително въстание.
Над градчето, по склоновете на Парнас се намира ски-курортна дестинация.